# Systellantha brookeae
Systellantha brookeae är en viveväxtart som beskrevs av Benjamin Clemens Masterman Stone. Systellantha brookeae ingår i släktet Systellantha och familjen viveväxter. Utöver nominatformen finns också underarten S. b. papillata.